# Porto de Kiel
O Porto de Kiel (em alemão:  Kieler Hafen ; em inglês:  Port of Kiel) é um porto marítimo na cidade de Kiel no norte da Alemanha.
Está localizado no fiorde de Kiel, uma reentrância do mar Báltico na costa alemã.
Tem terminais e instalações portuárias em vários pontos da cidade, com destaque para os cais de Schwedenkai, Ostseekai, Norwegenkai, e Ostuferhafen.
Está dotado para movimentar carga e passageiros de/para os países nórdicos e os países bálticos.
Na sua proximidade está a entrada do canal de Kiel e o aeroporto de Kiel.

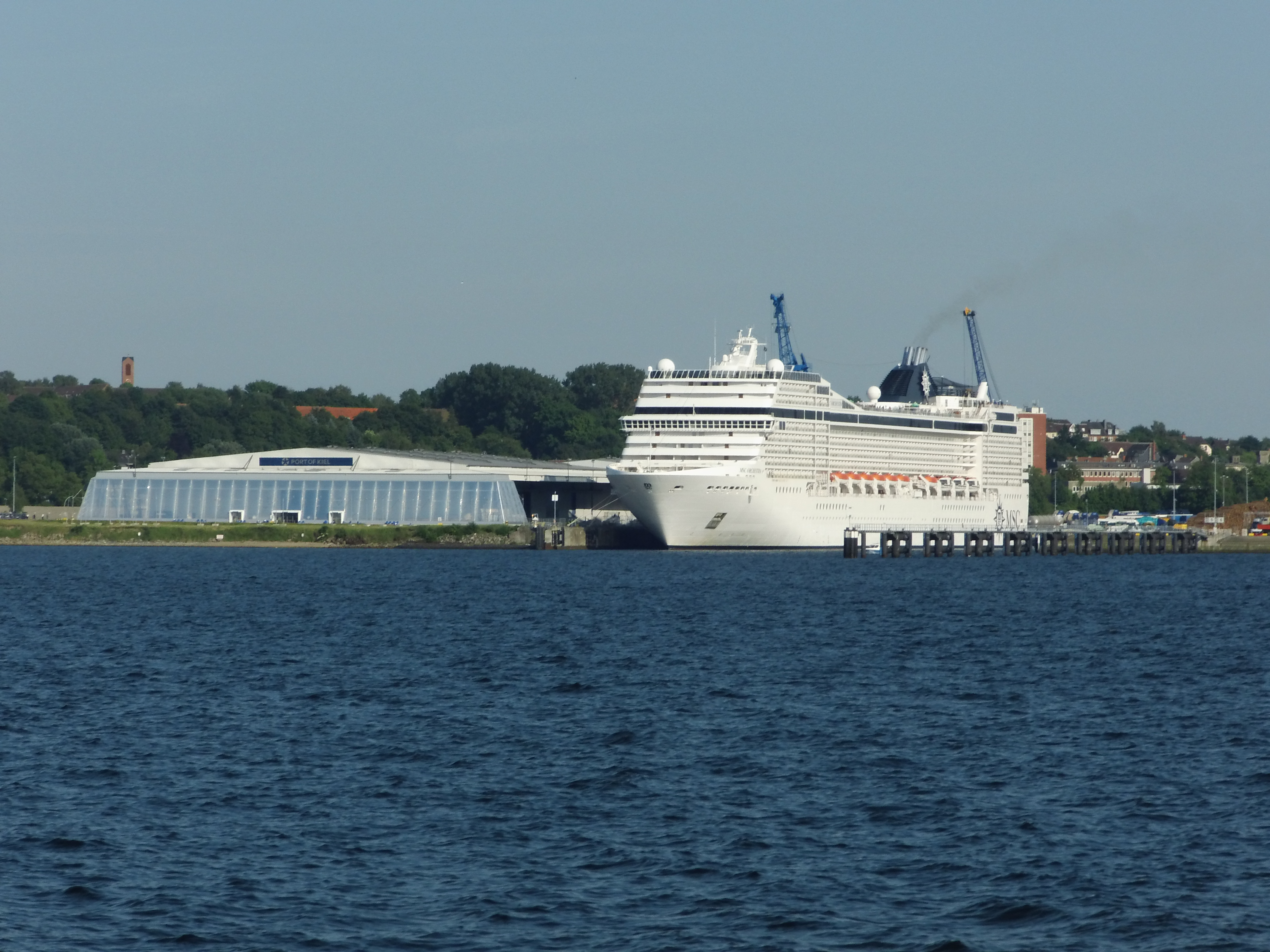
O terminal de Ostuferhafen